# Lumière Empresa Cinematográfica
A Lumière Cinemas é uma empresa brasileira, que atua no ramo da exibição cinematográfica,  com sede na cidade de Goiânia. Está presente em nove cidades de cinco unidades da federação localizadas em todas as regiões do país e seu parque exibidor é composto por doze complexos e 48 salas, média de 4,0 salas por complexo. Suas 7 983 poltronas perfazem uma média de 166,31 assentos por sala.

## História
A primeira experiência dos fundadores do Lumière foi com o cineclube Porta Aberta, que promoveu sessões em praças e escolas de Brasília durante quatro anos. Tais sessões eram chamadas de "Sessões Lumière", em homenagem aos criadores do cinema. Depois desse período, foi aberto um complexo de cinema em Valparaíso de Goiás, com duas salas. Mais tarde vieram os complexos em cidades como Anápolis e Rio Verde.
Na capital goiana, o primeiro complexo a ser inaugurado foi no Shopping Bougainville, em 2001, sendo que contava inicialmente com duas salas. Neste mesmo complexo deram início à mostras internacionais de cinema, que já atraíram um público de 58 000 pessoas. Outro destaque da rede é a exibição frequente de produções do cinema independente, na sessão conhecida como Cine Cult. Em 2010, ocupou  o 19º lugar no ranking de exibidores da Ancine .
A rede também participa de outras mostras de filmes de arte, como o Festival Varilux de Cinema Francês e também produz seus próprios festivais, como a mostra "O Amor, a Morte e as Paixões", criada em 2001 com a curadoria do professor de cinema Lisandro Nogueira, da Universidade Federal de Goiás e teve sua nona edição em fevereiro de 2016. Segundo a direção da empresa, há mesmo o propósito de oportunizar ao espectador o cinema europeu e o nacional.

## Ampliação e modernização
A rede também é signatária do termo de compromisso firmado entre a ANCINE e as empresas distribuidoras e exibidoras em dezembro de 2014, que tem o objetivo de limitar o número de cópias dos mega lançamentos nos cinemas, que reduziam as opções do público e comprometiam a diversidade dos títulos. Por esse acordo, complexos de duas a quatro salas somente podem disponibilizar o mesmo filme no máximo em duas salas.
No tocante ao processo de digitalização (quando os antigos projetores de 35mm são trocados por equipamentos digitais), a empresa havia atingido 28,3% em março de 2015, conforme relatório do portal especializado em mercado de cinema Filme B. Ao final de 2015, a rede alçou o 16º lugar entre os maiores exibidores por número de salas no país, tendo digitalizado 100% de suas salas, de acordo com o Observatório do Cinema e Audiovisual da ANCINE.
Seu presidente é o empresário carioca radicado em Goiânia Gerson Santos da Silva, fundador da empresa.

## Público
Abaixo a tabela de público e sua evolução de 2008 a 2019, considerando o somatório de todas as suas salas a cada ano. A variação mencionada se refere à comparação com os números do ano imediatamente anterior. Os dados foram extraídos do banco de dados Box Office do portal de cinema Filme B, à exceção dos números de 2014 e 2015, que se originam do Data Base Brasil. Já os dados de 2016 em diante procedem do relatório "Informe Anual Distribuição em Salas Detalhado", do Observatório Brasileiro do Cinema e do Audiovisual (OCA) da ANCINE.
Mesmo sofrendo uma redução nos anos de 2013 à 2015, a empresa obteve um crescimento de 358,74% entre 2008 e 2016 , média anual de 44,84%, graças a implantação de novos complexos, sendo que o ano 2016 representou uma recuperação expressiva, interrompendo a curva descendente dos três anos anteriores. Entretanto, na Lumière não pode fazer frente à forte retração do publico brasileiro nos anos de 2017 e 2018, sofrendo expressiva perda na bilheteria da ordem de 46,29%. 
| Ano  | Público total | Ranking no país | Market Share | Variação |
| ---- | ------------- | --------------- | ------------ | -------- |
| 2008 | 327 550       | 28º             | 0,38%        | ano-base |
| 2009 | 497 988       | 28º             | 0,44%        | 52,03    |
| 2010 | 714 004       | 25º             | 0,53%        | 43,38%   |
| 2011 | 1 109 491     | 20º             | 0,78%        | 55,39%   |
| 2012 | 1 497 943     | 19º             | 1,01%        | 1,78%    |
| 2013 | 1 353 014     | 18º             | 0,89%        | 9,68%    |
| 2014 | 1 324 572     | 20º             | 0,84%        | 2,10%    |
| 2015 | 1 097 572     | 20º             | 0,64%        | 17,30%   |
| 2016 | 1 502 604     | 22º             | 0,82%        | 36,89%   |
| 2017 | 1 198 369     | 22º             | 0,67%        | 20,25%   |
| 2018 | 1 027 108     | 22º             | 0,64%        | 14,29%   |
| 2019 | 827 053       | 24º             | 0,44%        | 19,48%   |